# John Bretland Farmer
Sir John Bretland Farmer FRS FRSE (5 de abril 1865 – 26 de janeiro 1944) foi um botânico britânico. Ele acreditava que eram os cromômeros e não os cromossomos a unidade da hereditariedade. Farmer e J. E. S. Moore introduziram o termo meiose em 1905.

## Vida
John Bretland Farmer nasceu em Atherstone, Warwickshire, filho de John Henry Farmer e de Elizabeth Corbett Bretland. Ele estudou na Queen Elizabeth Grammar School em Atherstone.
Conquistou uma vaga no Magdalen College, Universidade de Oxford, graduando-se Master of Arts em 1887. Durante esse período, foi muito influenciado por Isaac Bayley Balfour. Foi membro (Fellow) do Magdalen College de 1889 a 1897, demonstrador de botânica de 1887 a 1892 e professor assistente de biologia de 1892 a 1895 em Oxford. Depois, tornou-se professor de botânica no Imperial College London. Obteve o título de Doutor em Ciências (D.Sc.) pela Universidade de Oxford em março de 1902. Foi nomeado governador da The John Roan School e membro do conselho do Hartley University College pelo Senado da Universidade de Londres em janeiro de 1903.
Em 1892, casou-se com Edith May Gertrude Pritchard, filha de Charles Pritchard, professor Saviliano de astronomia na Universidade de Oxford. O casal teve uma filha.
Foi eleito Fellow of the Royal Society em 1900, recebeu a Royal Medal em 1919 e atuou como vice-presidente dessa instituição de 1919 a 1921. Também foi presidente do Alpine Climbers Club entre 1910 e 1912. Recebeu o título de cavaleiro (knighted) em 1926 por seus serviços à botânica e à educação científica.
Faleceu em Exmouth, na costa sul da Inglaterra, em 26 de janeiro 1944.

## Pesquisa e publicações
Farmer publicou especialmente sobre citologia, com seu primeiro artigo sobre o tema aparecendo em 1893. Ele cunhou o termo “meiose” em 1904, em artigo conjunto com J. E. S. Moore. Outros colaboradores incluíram C. E. Walker. Além de seus trabalhos em botânica, publicou vários artigos de citologia de células humanas, sobretudo de células cancerosas malignas. Em parceria com Lettice Digby, publicou em 1914 um estudo sobre as dimensões dos cromossomos.
Outros interesses de pesquisa botânica incluíram os musgos hepáticos. Também publicou trabalhos sobre o transporte de água em árvores, medindo a velocidade de condução e demonstrando que ela era menor em coníferas do que em árvores decíduas.
Farmer foi editor do Annals of Botany (1906–1922). Também atuou como editor da revista publicada pela John Murray, Science Progress in the Twentieth Century (1909–1912), e da Gardeners' Chronicle (1904–1906). Entre seus livros, destacam-se:
- Flowering Plants (1899)
- Elementary Botany (1904)
- The Book of Nature Study (6 vols) (1908 em diante)[9]
- Tradução de Die Mutationstheorie (1911), em coautoria com Arthur Dukinfield Darbishire
- Plant Life (1913)
- Nature and Development of Plants (1918)Referências

1. 1 2 3 4 5  Blackman, Vernon Herbert (1945). «John Bretland Farmer. 1865–1944». Obituary Notices of Fellows of the Royal Society. 5 (14): 17–31. doi:10.1098/rsbm.1945.0002
2. ↑  Harman, Oren Solomon. The man who invented the chromosome. Harvard University Press, 2004, p. 40
3. ↑  Biographical Index of Former Fellows of the Royal Society of Edinburgh 1783–2002 (PDF). [S.l.]: The Royal Society of Edinburgh. Julho 2006. ISBN 0-902-198-84-X. Consultado em 28 abril 2016. Cópia arquivada (PDF) em 24 janeiro 2013
4. ↑  «All about the JIC»
5. ↑  «University intelligence». The Times (36716). London. 15 março 1902. p. 12
6. ↑  «University Intelligence». The Times (36990). London. 29 janeiro 1903. p. 5
7. ↑  «Farmer; Sir; John Bretland (1865 – 1944); botanist». Royal Society. Consultado em 6 dezembro 2024
8. ↑  Biographical Index of Former Fellows of the Royal Society of Edinburgh 1783–2002 (PDF). [S.l.]: The Royal Society of Edinburgh. Julho 2006. ISBN 0-902-198-84-X. Consultado em 28 abril 2016. Cópia arquivada (PDF) em 24 janeiro 2013
9. ↑  Lockyer, Sir Norman (11 novembro 1909). «Review of The Book of Nature Study, Vol. IV, edited by J. B. Farmer». Nature. 82 (2089): 37